# Équipe de Turquie féminine de volley-ball
L'équipe de Turquie féminine de volley-ball est composée des meilleures joueuses turques sélectionnées par la Fédération turque de volley-ball (Türkiye Voleybol Federasyonu-TVF). Elle est classée au 7e rang de la FIVB au 16 octobre 2022.

## Palmarès et parcours

### Palmarès
- Championnat d'Europe :
  - Vainqueur : 2023
  - Finaliste : 2003 et 2019
  - Troisième : 2011, 2017 et 2021
- Ligue des nations :
  - Vainqueur : 2023
  - Finaliste : 2018
  - Troisième : 2021
- Grand Prix mondial :
  - Troisième : 2012
- Ligue européenne (1) :
  - Vainqueur : 2014
  - Finaliste :  2009, 2011, 2015.
  - Troisième : 2010
- Jeux méditerranéens (1)
  - Vainqueur : 2005
  - Finaliste : 1987, 1991, 1997, 2001, 2009, 2013, 2022.
  - Troisième : 1975, 1993 et 2018

### Parcours

#### Jeux olympiques
- Tokyo 1964 : non participante
- Mexico 1968 : non participante
- Munich 1972 : non participante
- Montréal 1976 : non participante
- Moscou 1980 : non participante

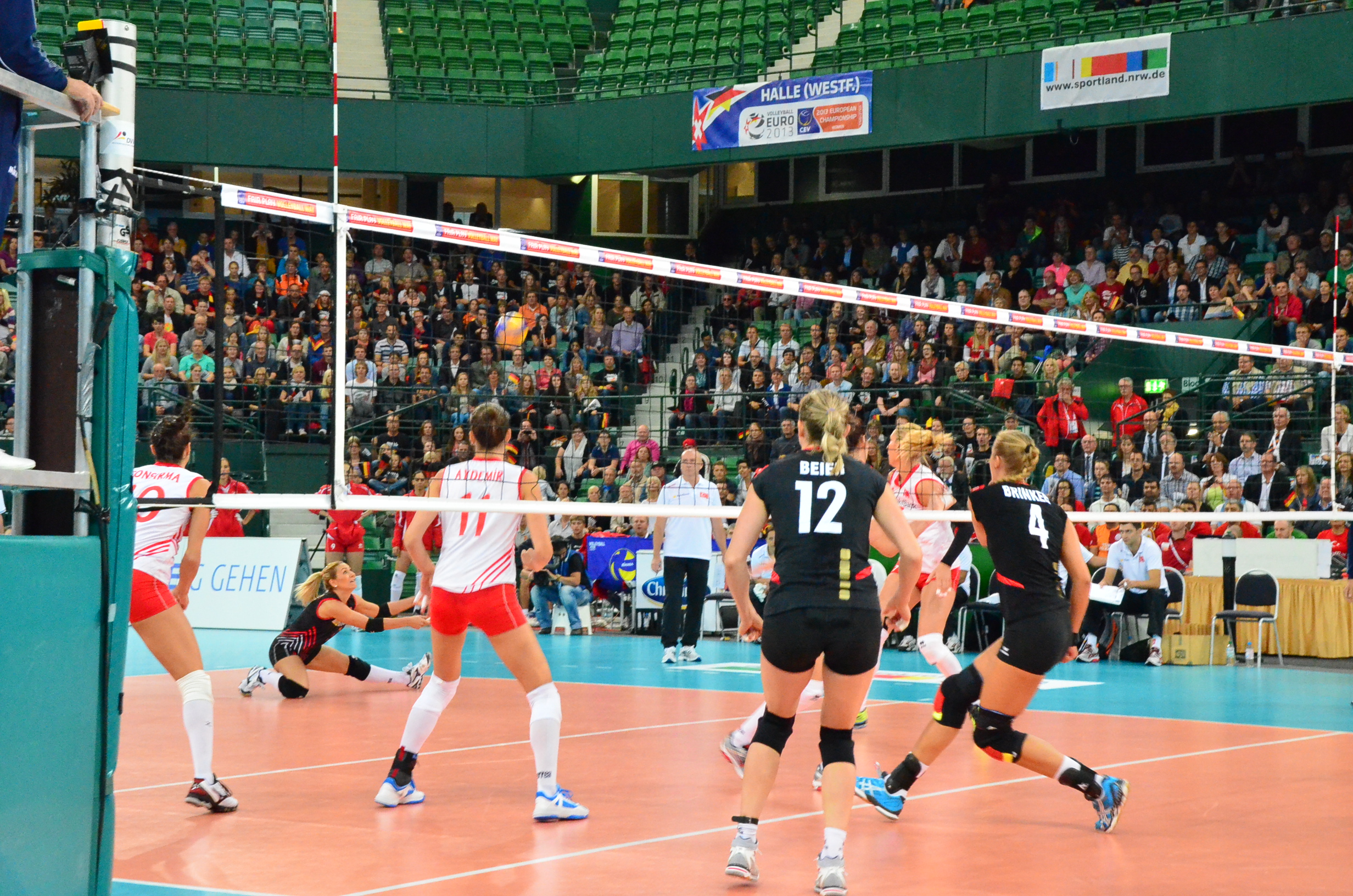
Allemagne-Turquie, Championnat d'Europe 2013

- Los Angeles 1984 : non participante
- Séoul 1988 : non participante
- Barcelone 1992 : non participante
- Atlanta 1996 : non participante
- Sydney 2000 : non participante
- Athènes 2004 : non qualifiée
- Pékin 2008 : non qualifiée
- Londres 2012 : 9e
- Rio de Janeiro 2016 : non qualifiée
- Tokyo 2020 : 5e

#### Championnat du monde

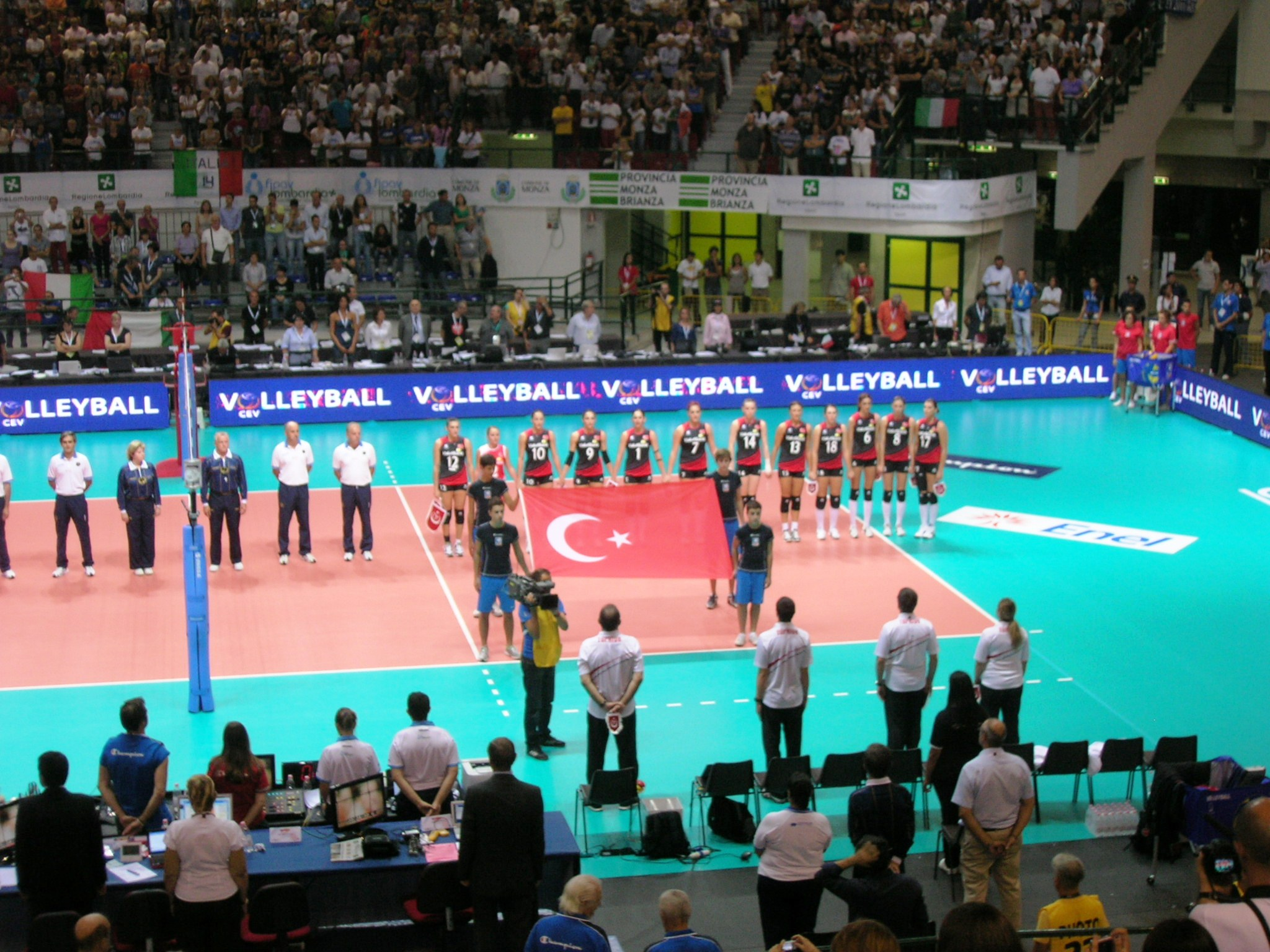
L'équipe de Turquie

| - 1952 : non participante - 1956 : non participante - 1960 : non participante - 1962 : non participante - 1967 : non participante - 1970 : non participante - 1974 : non participante - 1978 : non participante - 1982 : non participante - 1986 : non participante | - 1990 : non participante - 1994 : non participante - 1998 : non participante - 2002 : non participante - 2006 : 10e - 2010 : 6e - 2014 : 9e - 2018 : 10e - 2022 : 8e |

#### Coupe du monde

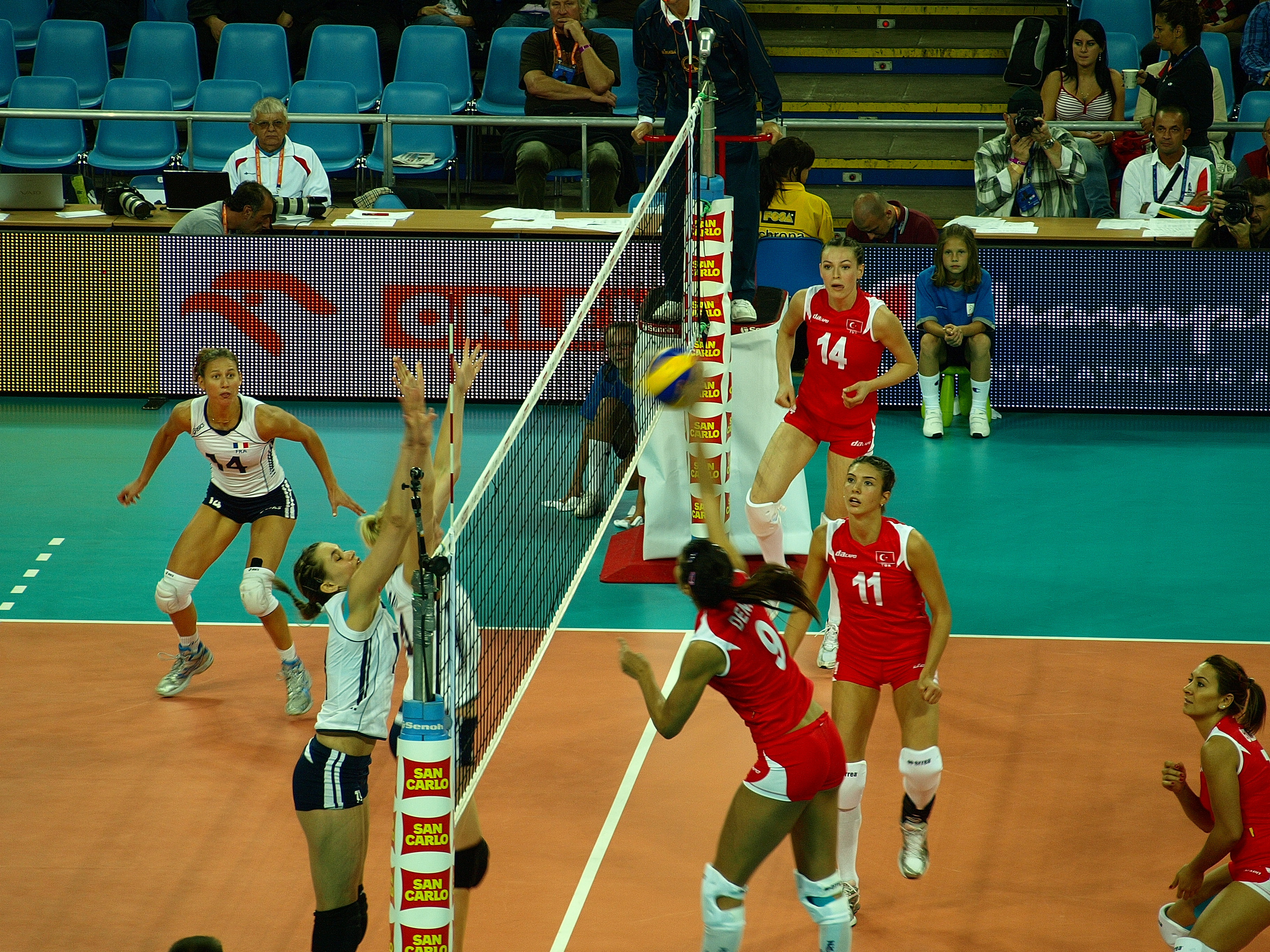
Match Turquie - France

| - 1973 : non participante - 1977 : non participante - 1981 : non participante - 1985 : non participante - 1989 : non participante - 1991 : non participante - 1995 : non participante - 1999 : non participante - 2003 : 7e - 2007 : non participante | - 2011 : non participante - 2015 : non participante - 2019 : non participante |

#### Ligue des nations
| - 2018 : Finaliste - 2019 : 4e - 2021 : 3e - 2022 : 4e |

#### Grand Prix mondial

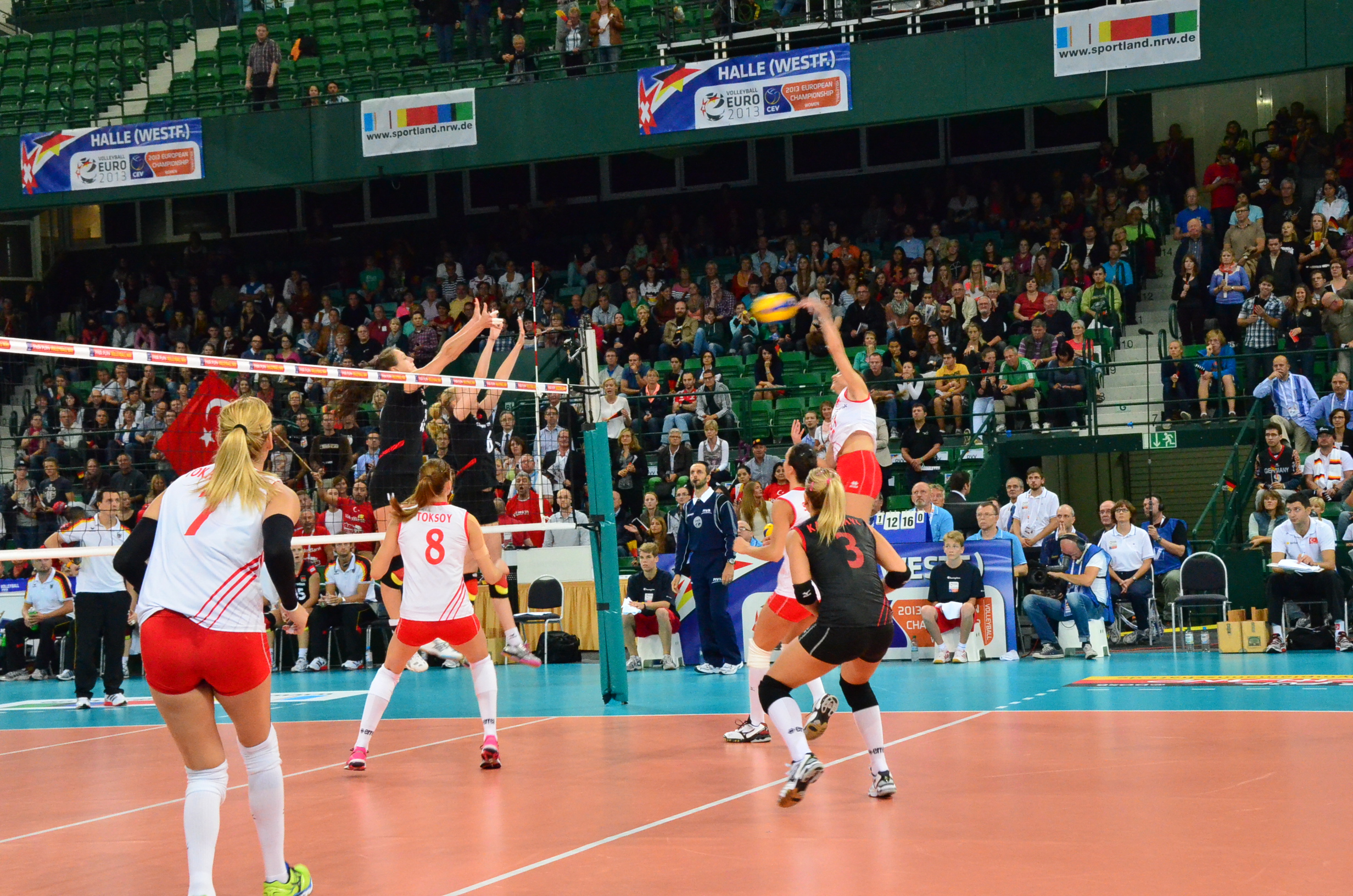
Allemagne-Turquie, Championnat d'Europe 2013

- 1993 : non participante
- 1994 : non participante
- 1995 : non participante
- 1996 : non participante
- 1997 : non participante
- 1998 : non participante
- 1999 : non participante
- 2000 : non participante
- 2001 : non participante
- 2002 : non participante
- 2003 : non participante
- 2004 : non participante
- 2005 : non participante
- 2006 : non participante
- 2007 : non participante
- 2008 : 7e
- 2009 : non participante
- 2010 : non participante
- 2011 : non participante
- 2012 : 3e
- 2013 : 8e
- 2014 : 4e
- 2015 : 11e
- 2016 : 10e
- 2017 : 11e

#### Championnat d'Europe

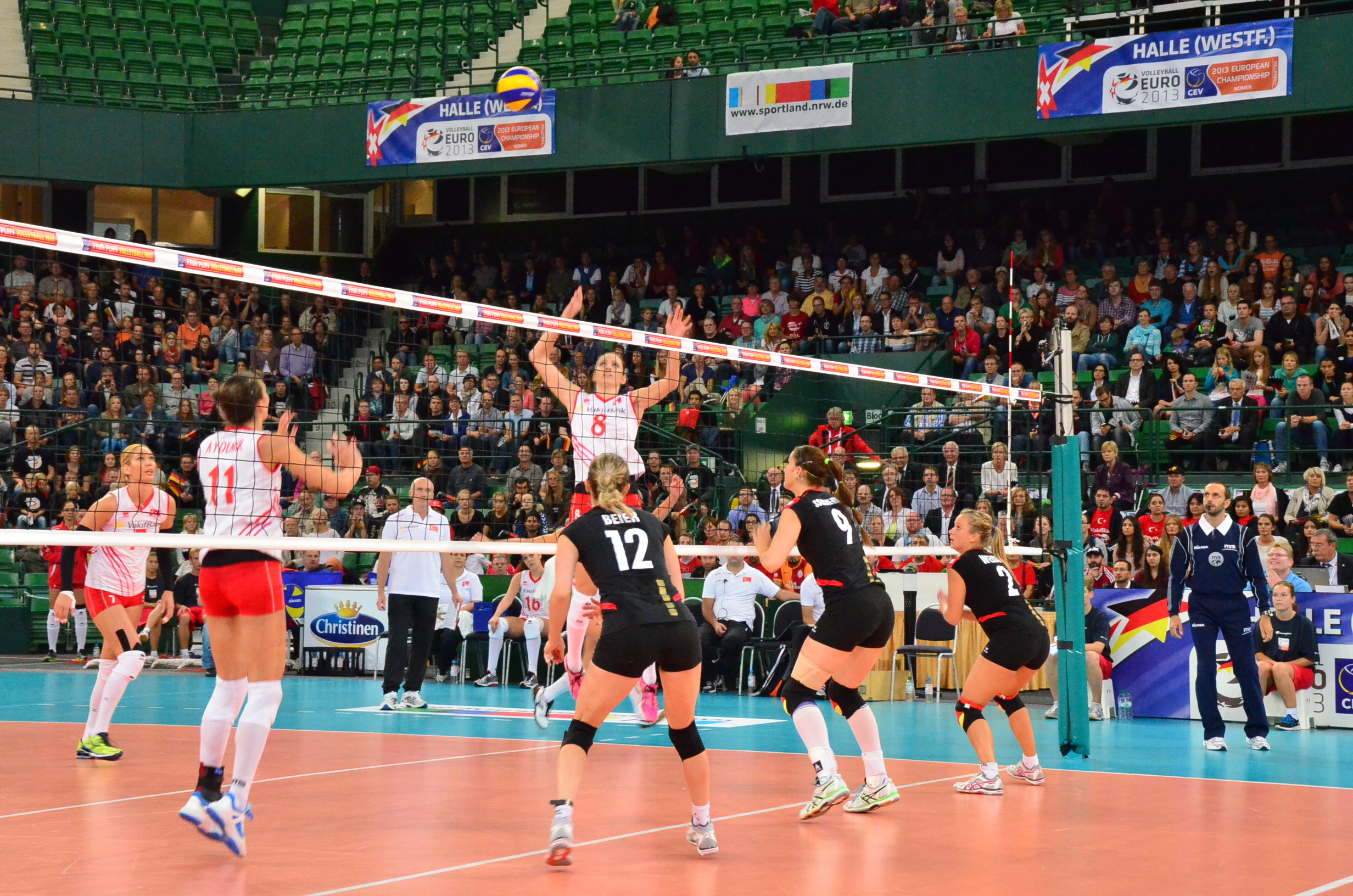
Allemagne-Turquie, Championnat d'Europe 2013

- 1949 : non participante
- 1950 : non participante
- 1951 : non participante
- 1955 : non participante
- 1958 : non participante
- 1963 : 10e
- 1967 : 12e
- 1971 : non participante
- 1975 : non participante
- 1977 : non qualifiée
- 1979 : non qualifiée
- 1981 : 12e
- 1983 : non qualifiée
- 1985 : non qualifiée
- 1987 : non qualifiée
- 1989 : 11e
- 1991 : non qualifiée
- 1993 : non qualifiée
- 1995 : 11e
- 1997 : non qualifiée
- 1999 : non participante
- 2001 : non qualifiée
- 2003 : Finaliste
- 2005 : 6e
- 2007 : 10e
- 2009 : 5e
- 2011 : 3e
- 2013 : 7e
- 2015 : 4e
- 2017 : 3e
- 2019 : Finaliste
- 2021 : 3e

#### Ligue européenne
| - 2009 : Finaliste - 2010 : 3e - 2011 : Finaliste - 2012 : 8e - 2013 : 6e - 2014 : Vainqueur - 2015 : Finaliste - 2016 : non participante - 2017 : non participante - 2018 : non participante | - 2019 : non participante - 2021 : non participante - 2022 : non participante |

#### Jeux méditerranéens
| - 1975 : 3e - 1979 : 4e - 1983 : 5e - 1987 : Finaliste - 1991 : Finaliste - 1993 : 3e - 1997 : Finaliste - 2001 : Finaliste - 2005 : Vainqueur - 2009 : Finaliste | - 2013 : Finaliste - 2018 : 3e - 2022 : Finaliste |

## Joueuses et personnalités de la sélection

### Liste des sélectionneurs
- 2003-2007 :  Reşat Yazıcıoğulları
- 2007-2010 :  Alessandro Chiappini
- 2010-2011 :  Mehmet Bedestenlioğlu
- 2011-2012 :  Marco Aurélio Motta
- 2012-2015 :  Massimo Barbolini
- 2015-2017 :  Ferhat Akbaş
- 2017-2022 :  Giovanni Guidetti
- 2023- :  Daniele Santarelli

### Sélection actuelle (2024)
Effectif retenu pour la Ligue des nations 2024.
| No                              | Nom                             | Date de naissance               | Taille | Poids | Poste                        | Club                         |
| ------------------------------- | ------------------------------- | ------------------------------- | ------ | ----- | ---------------------------- | ---------------------------- |
| 1                               | Gizem Örge                      | 26 avril 1993                   | 170    | 59    | Libero                       | Fenerbahçe SK                |
| 2                               | Simge Aköz                      | 23 avril 1991                   | 168    | 55    | Libero                       | Eczacıbaşı Istanbul          |
| 3                               | Cansu Özbay                     | 17 octobre 1996                 | 182    | 78    | Passeuse                     | Vakıfbank Bursa              |
| 4                               | Melissa Vargas                  | 16 octobre 1999                 | 195    | 76    | Attaquante                   | Fenerbahçe SK                |
| 5                               | Ayça Aykaç                      | 27 février 1996                 | 176    | 57    | Libero                       | Vakıfbank Bursa              |
| 7                               | Hande Baladın                   | 1er septembre 1997              | 189    | 81    | Réceptionneuse-attaquante    | Eczacıbaşı Istanbul          |
| 10                              | Tuğba Şenoğlu                   | 2 février 1998                  | 185    | 64    | Réceptionneuse-attaquante    | Kuzeyboru Aksaray            |
| 11                              | Derya Cebecioğlu                | 24 octobre 2000                 | 187    | 69    | Réceptionneuse-attaquante    | Kurobe AquaFairies           |
| 12                              | Elif Şahin                      | 19 janvier 2001                 | 188    | 68    | Passeuse                     | Eczacıbaşı Istanbul          |
| 18                              | Zehra Güneş                     | 7 juillet 1999                  | 198    | 89    | Centrale                     | Vakıfbank Bursa              |
| 19                              | Aslı Kalaç                      | 13 décembre 1995                | 185    | 73    | Centrale                     | Fenerbahçe SK                |
| 21                              | Beyza Arıcı                     | 27 juillet 1995                 | 193    | 83    | Centrale                     | Eczacıbaşı Istanbul          |
| 22                              | İlkin Aydın                     | 5 janvier 2000                  | 183    | 67    | Réceptionneuse-attaquante    | Galatasaray SK               |
| 99                              | Ebrar Karakurt                  | 17 janvier 2000                 | 196    | 78    | Réceptionneuse-attaquante    | Lokomotiv Kaliningrad        |
|                                 |                                 |                                 |        |       |                              |                              |
| Encadrement technique           | Encadrement technique           |                                 |        |       | Légende                      | Légende                      |
| Entraîneur : Daniele Santarelli | Entraîneur : Daniele Santarelli | Entraîneur : Daniele Santarelli |        |       | : Capitaine                  | : Capitaine                  |
| Entraîneur(s) adjoint(s) :      | Entraîneur(s) adjoint(s) :      | Entraîneur(s) adjoint(s) :      |        |       | : Joueur blessé actuellement | : Joueur blessé actuellement |

### Joueuses majeures
- Natalia Hanikoğlu
- Neslihan Darnel
- Bahar Mert
- Özlem Özçelik
- Çiğdem Rasna
- Gülden Kayalar
- Arzu Göllü

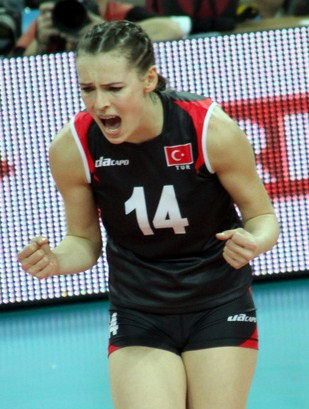
Eda Erdem
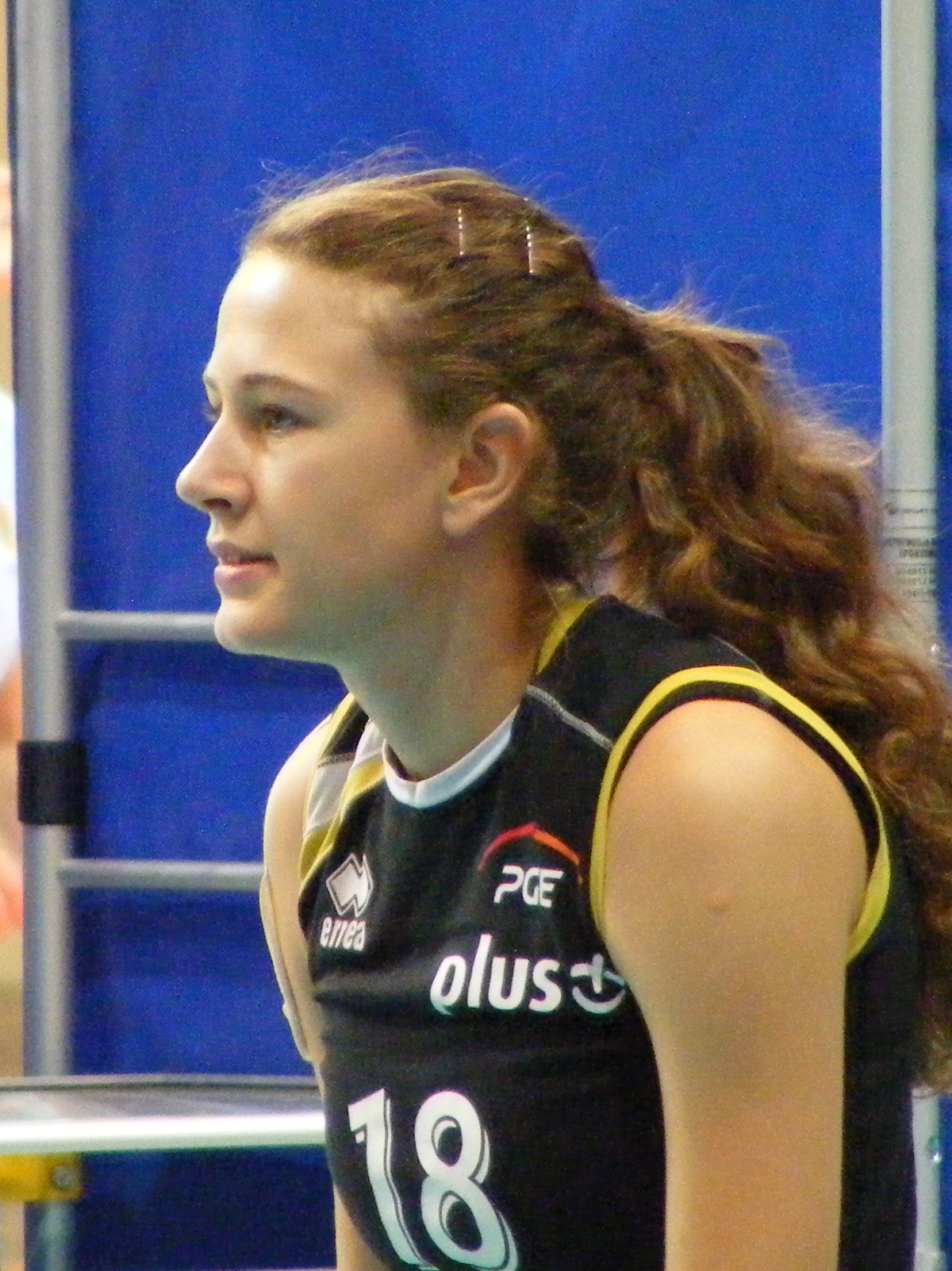
Meryem Boz
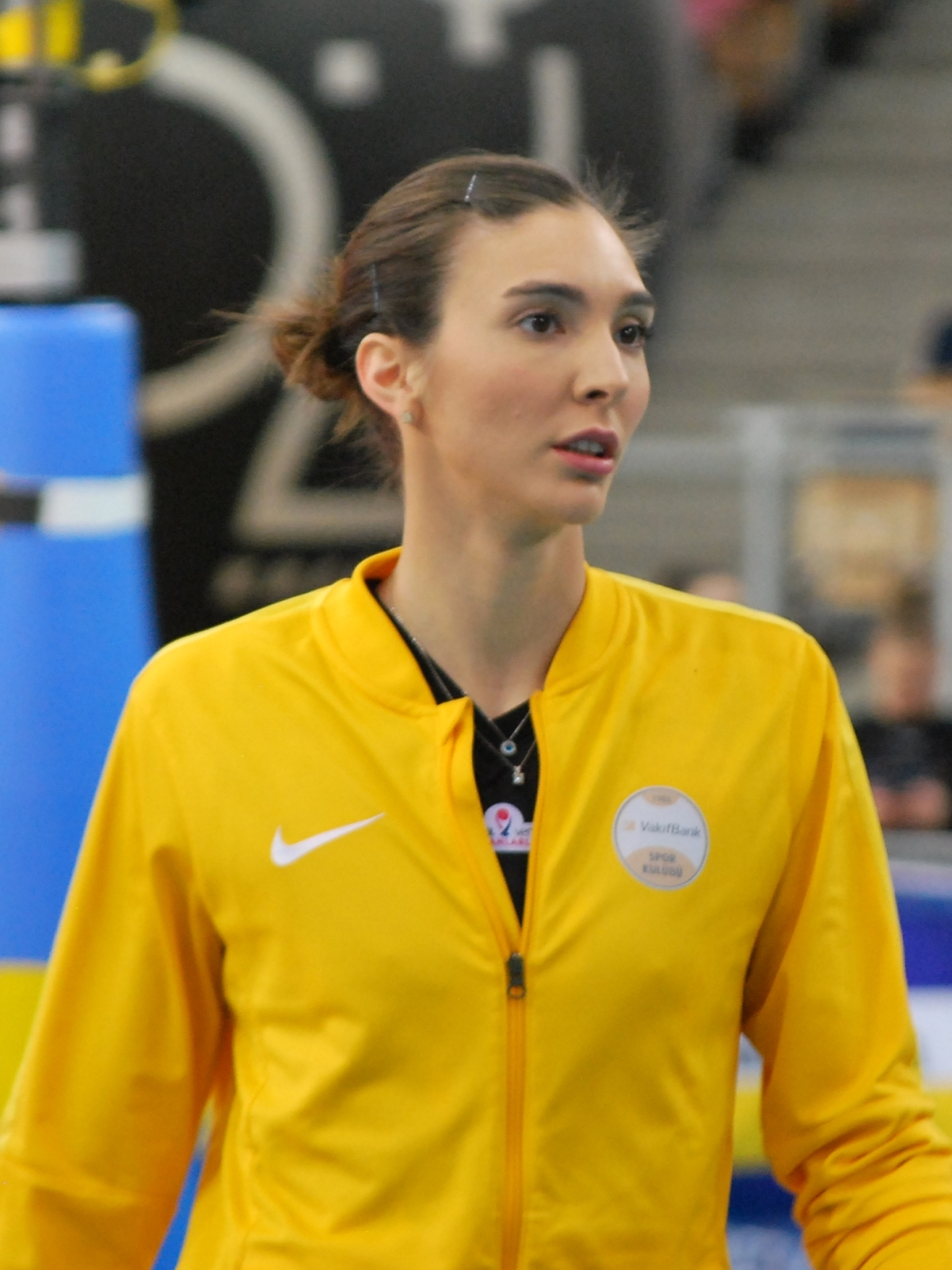
Naz Aydemir
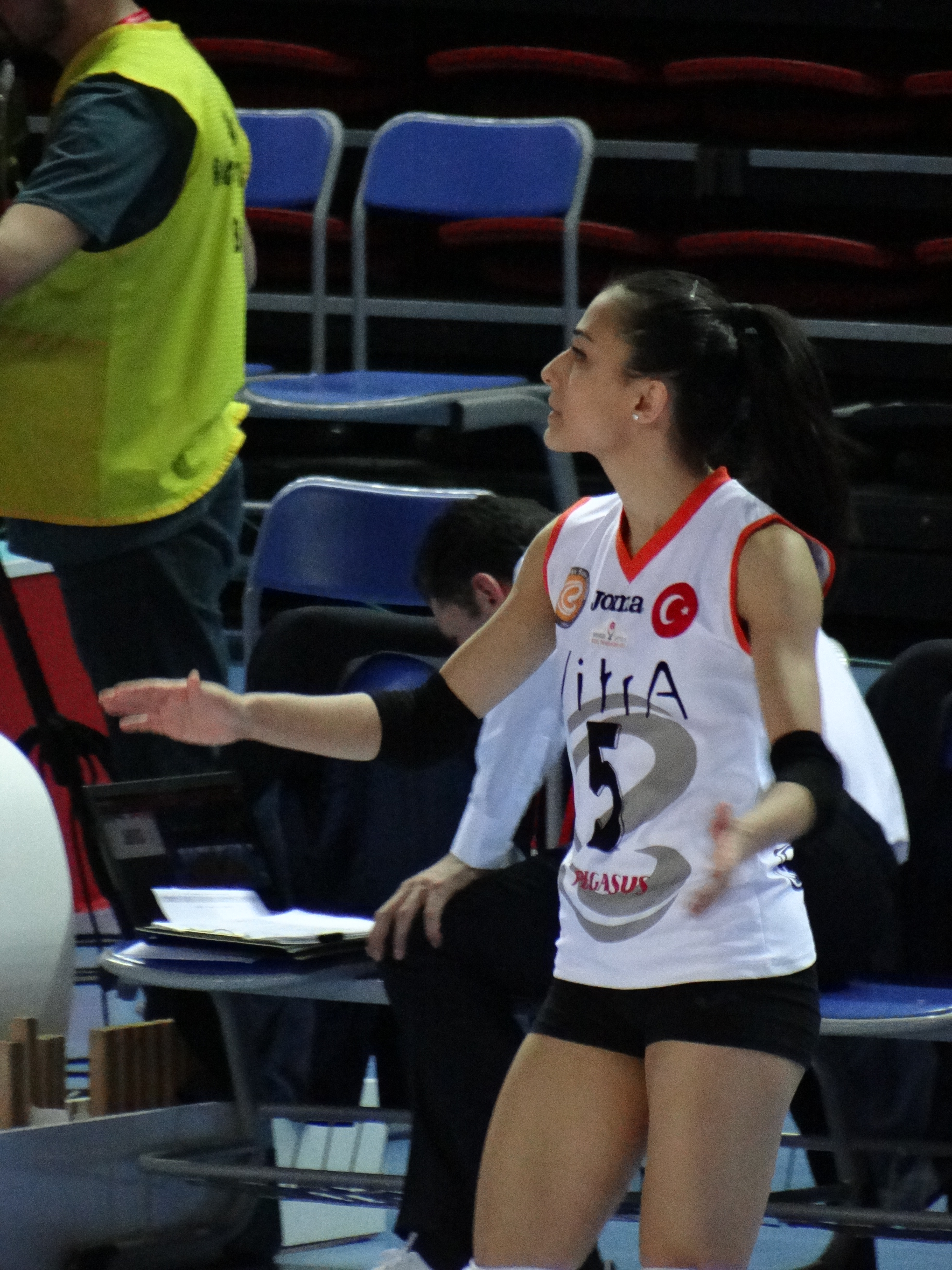
Simge Aköz
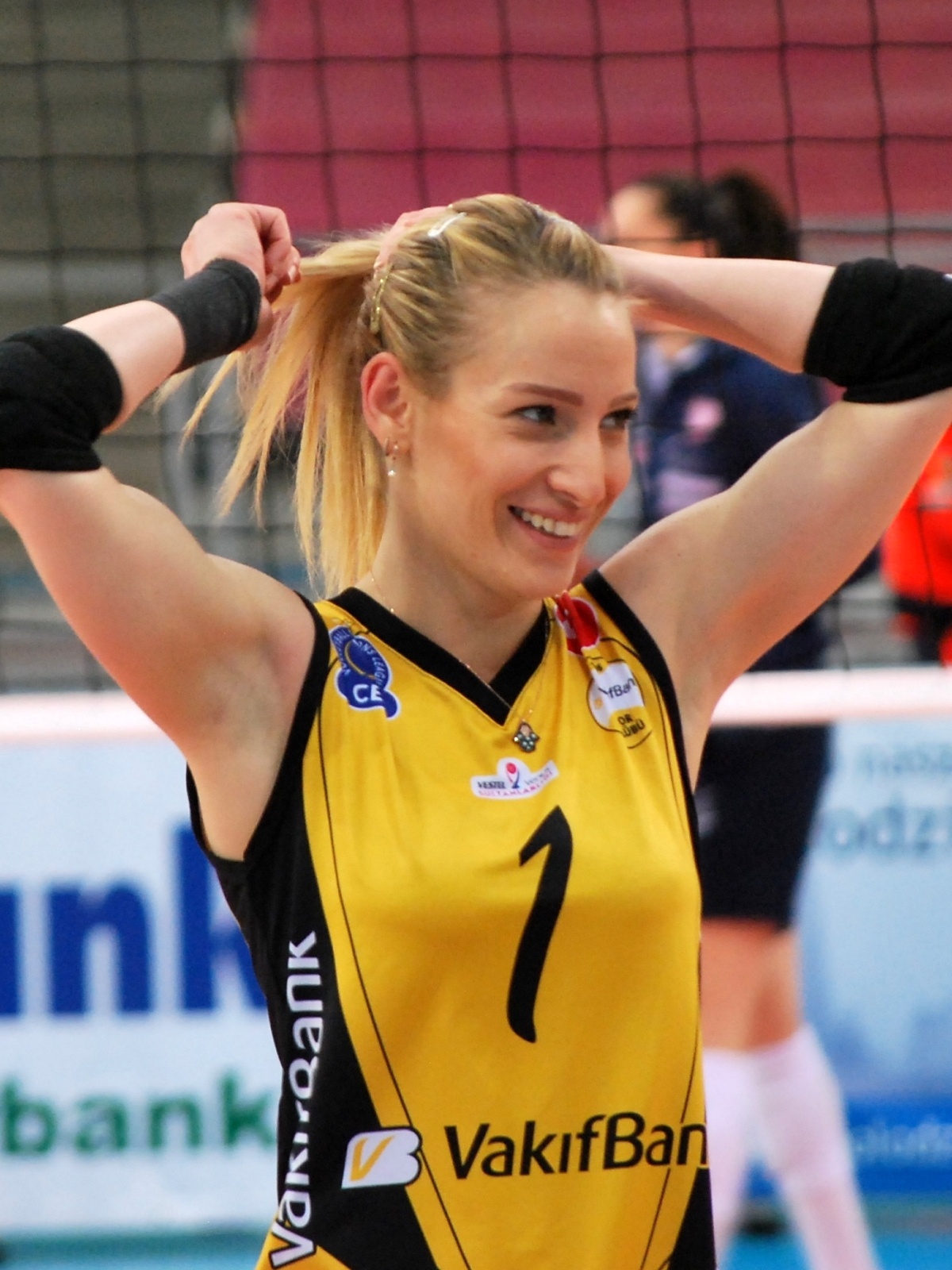
Gizem Örge
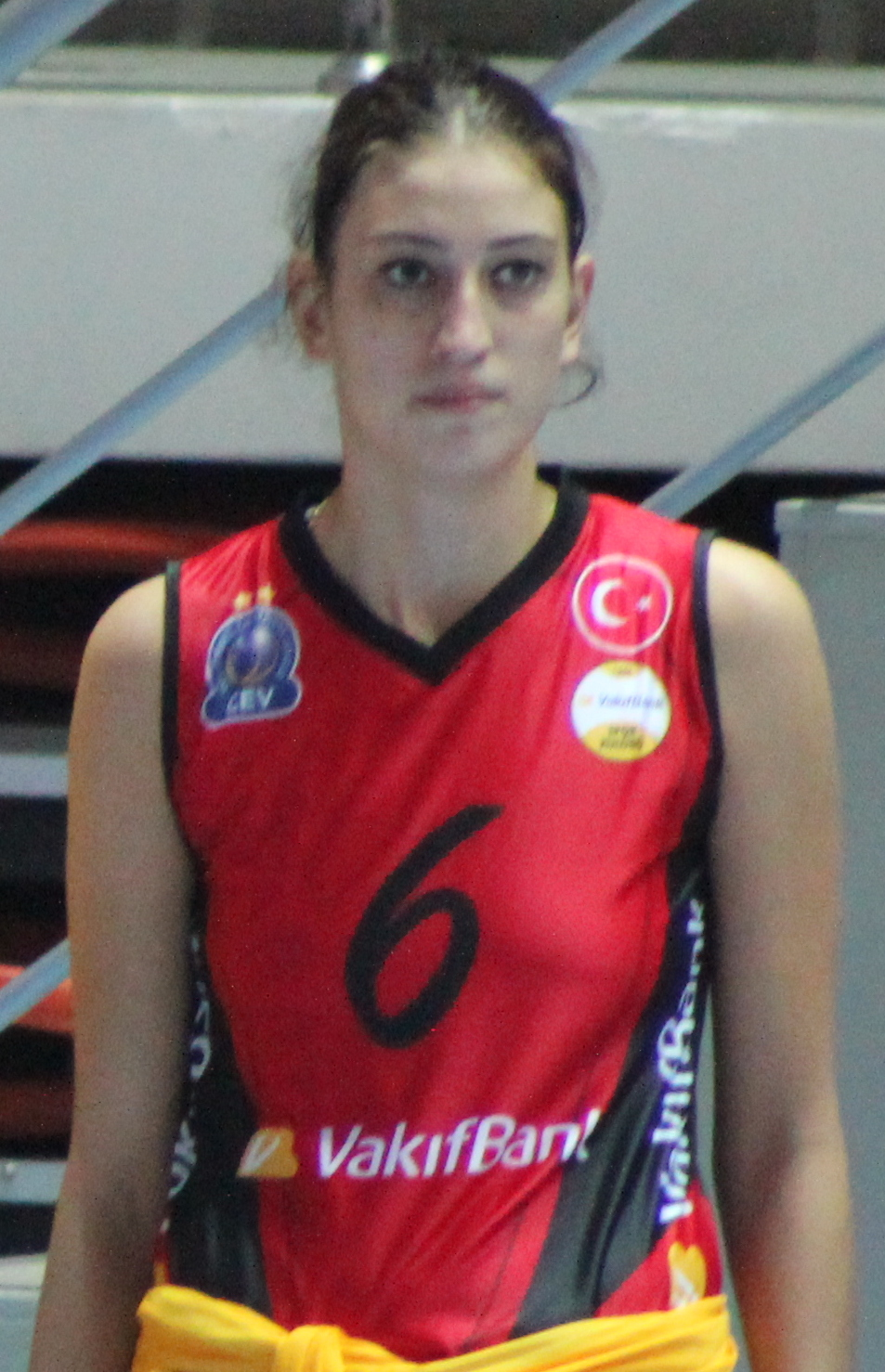
Kübra Akman
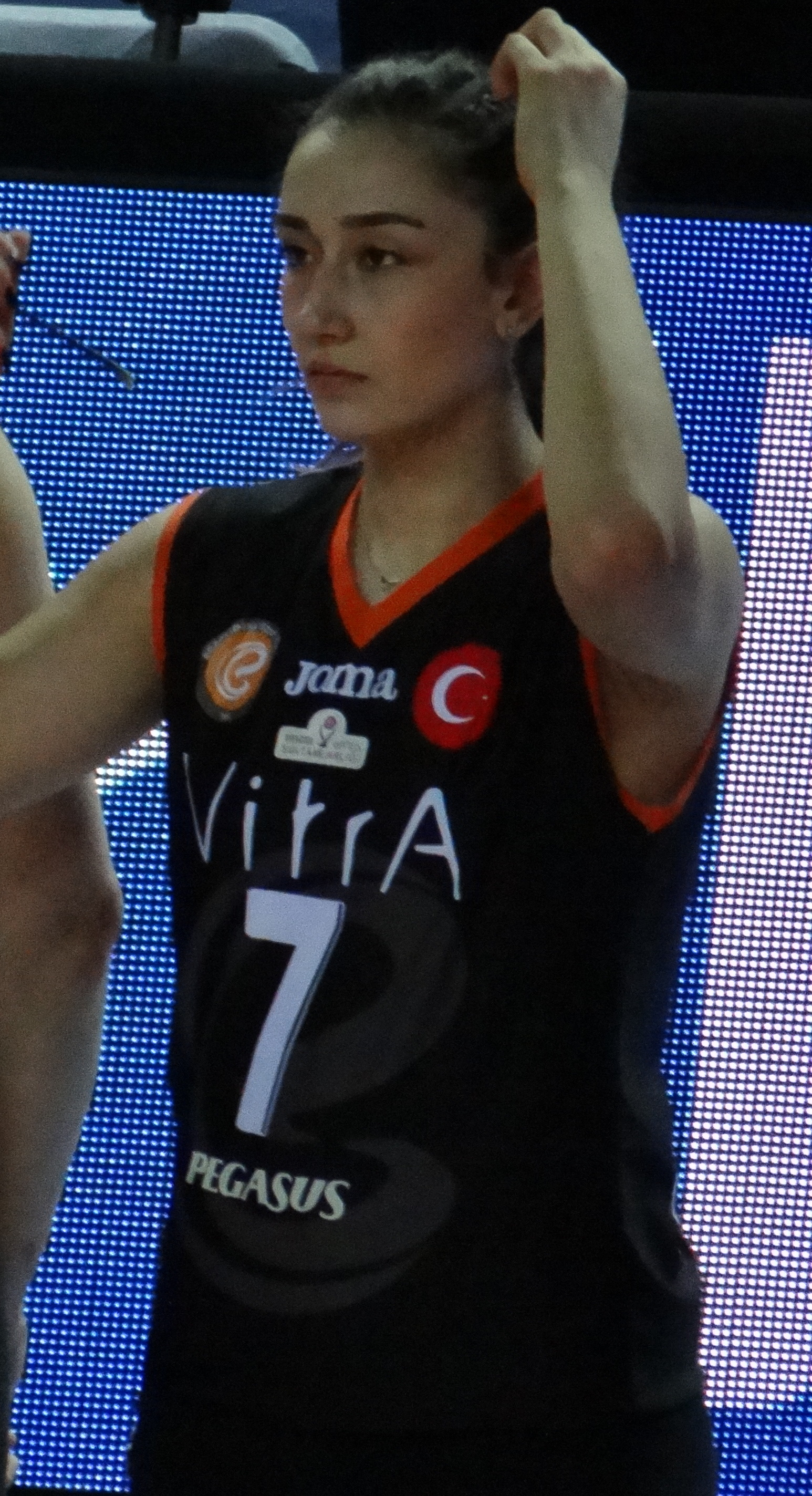
Hande Baladın
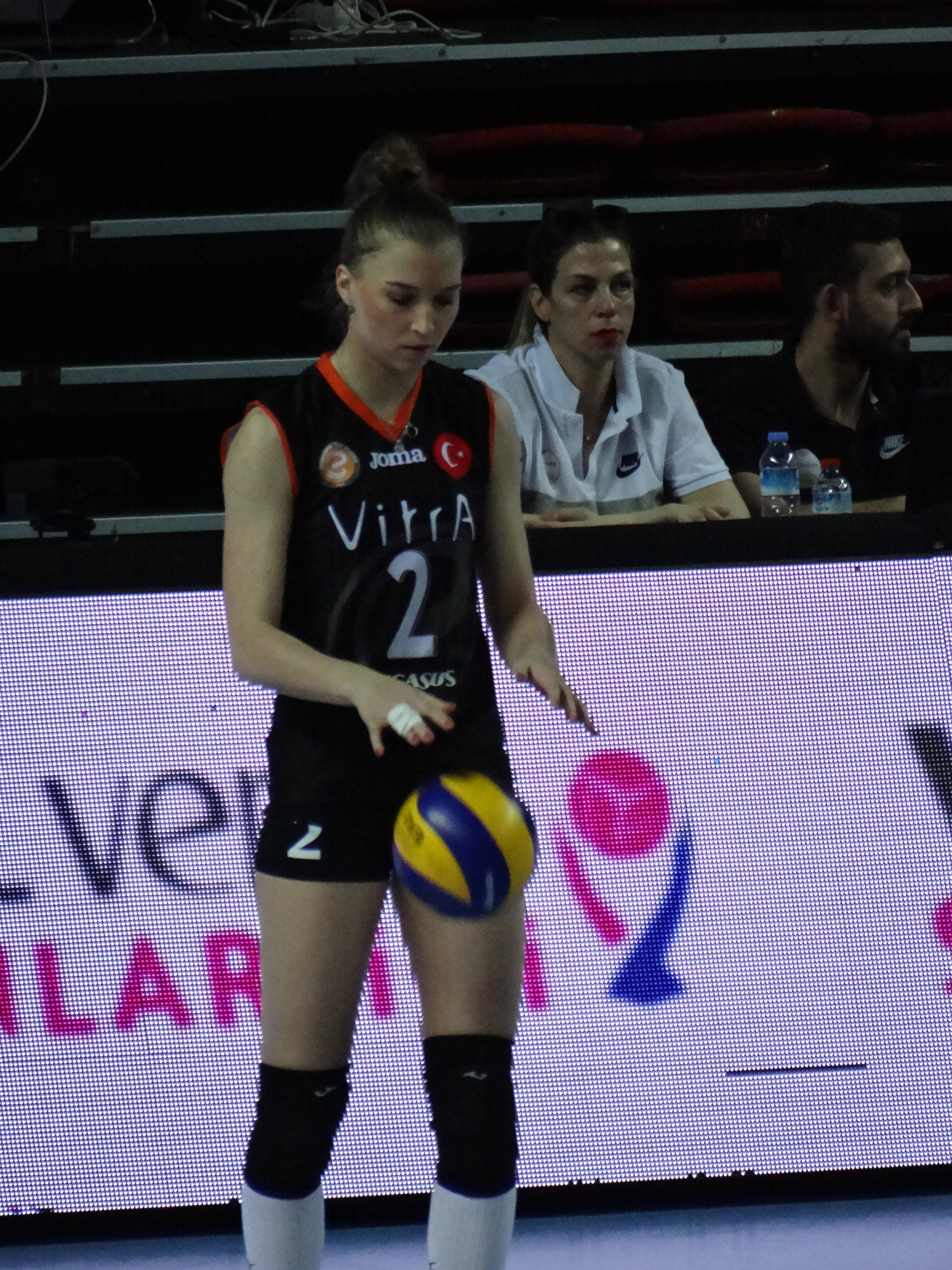
Meliha İsmailoğlu
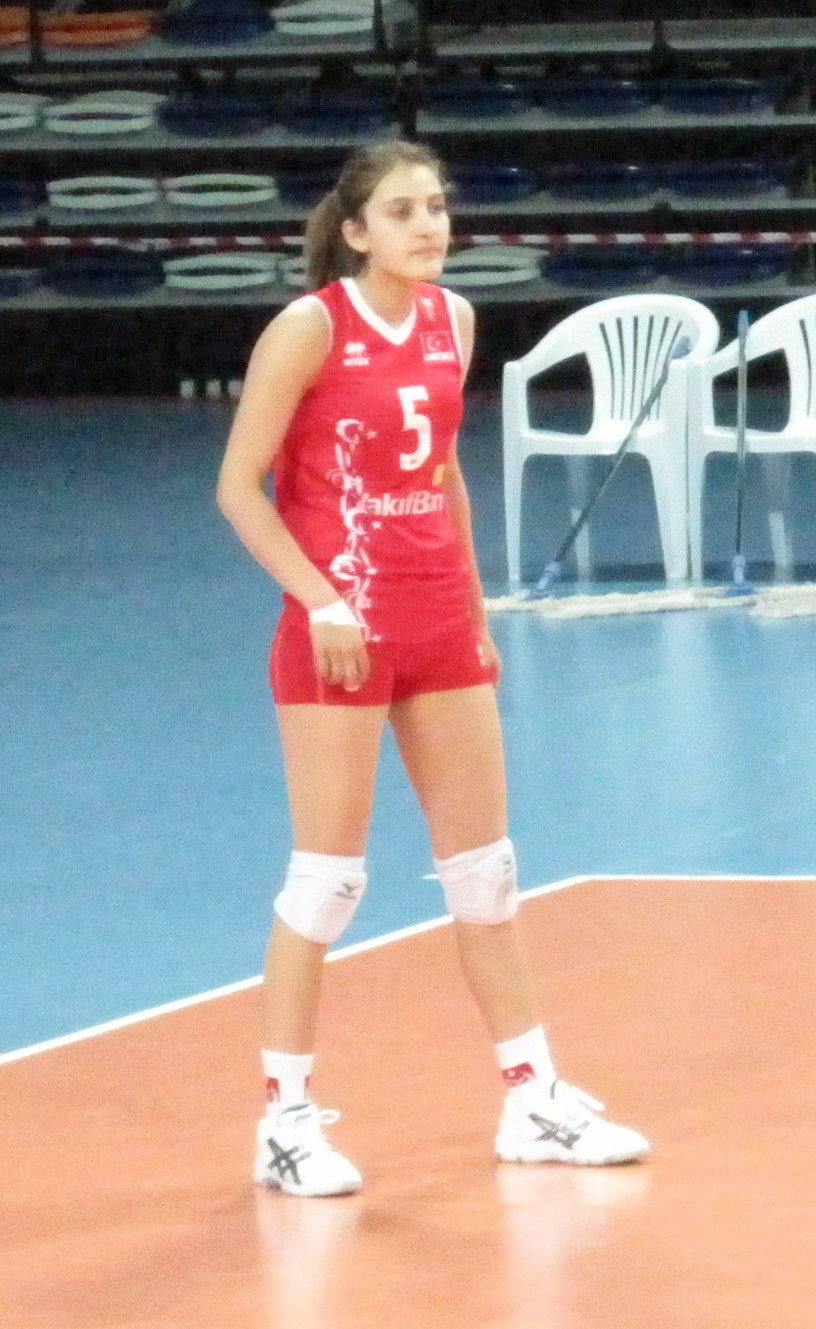
Şeyma Ercan
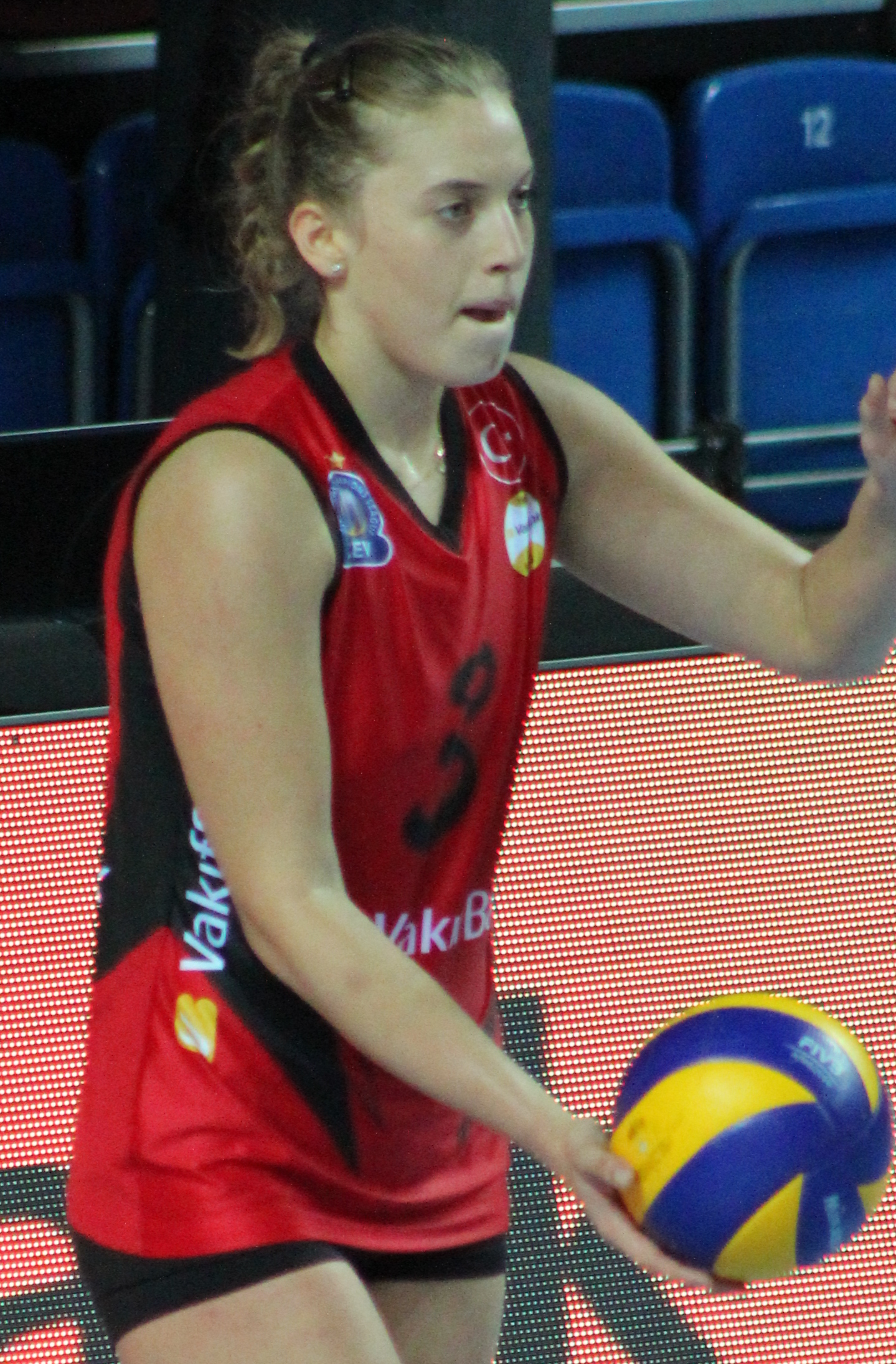
Cansu Özbay
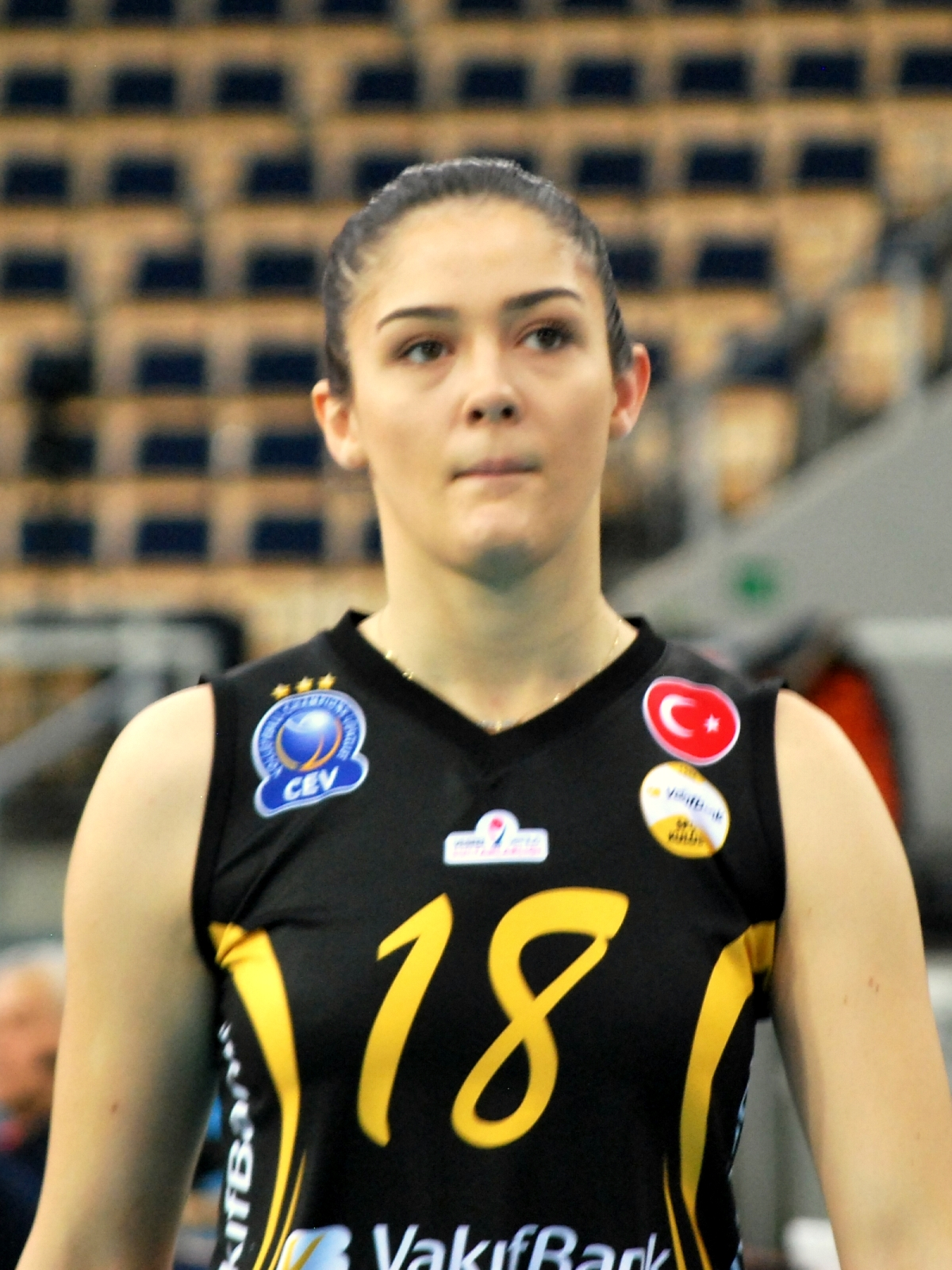
Zehra Güneş
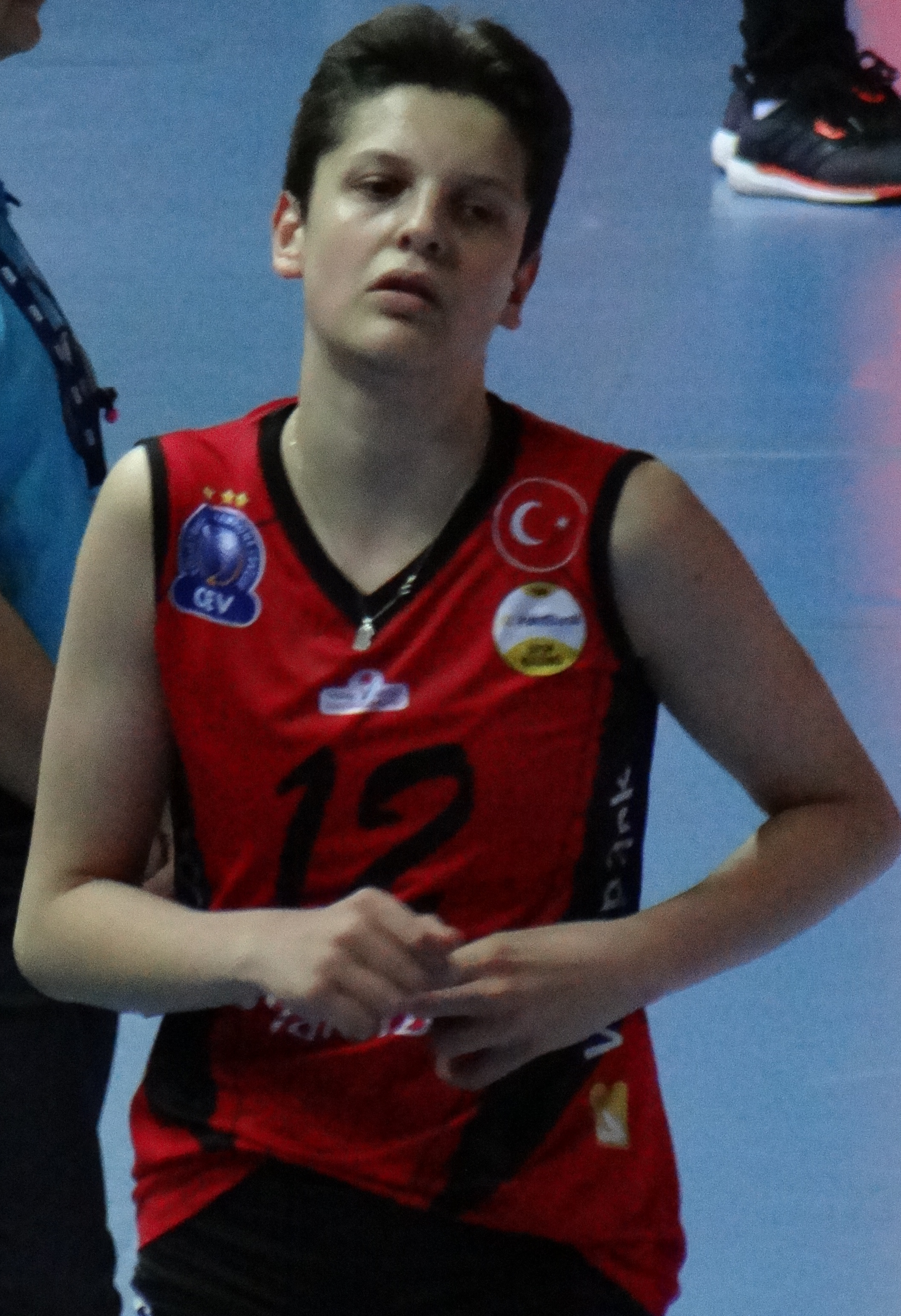
Ebrar Karakurt